# Victor Samnick
Victor Samnick, né le 10 décembre 1979 à Douala (Cameroun), est un joueur français de basket-ball professionnel. Il mesure 2,03 m et évolue au poste d'ailier fort et pivot à l'Avenir serreslousiens colombins horsarrois depuis 2019.

## Université
- 1999 - 2003 :  Université de Georgetown (NCAA 1)

## Clubs
- 2003 - 2004 :  Bourg en Bresse (Pro A)
- 2004 - 2006 :  Paris (Pro A)
- 2006 - 2009 :  Nancy (Pro A)
- 2009 - 2010 :  ASVEL (Pro A)
- 2010 - 2012 :  Nancy ( Pro A)
- 2012 - 2014 :  Roanne (Pro A)
- 2015 - 2016 :  Antibes (Pro A)
- 2016 :  Vichy Clermont (Pro B)
- 2018 - 2019 :  Paris Basketball (Pro B)
- 2019 - 2020 :  Avenir serreslousiens colombins horsarrois (Nat 2)

## Palmarès
- Finaliste du Championnat de France Pro A en 2007 avec Nancy
- Champion de France Pro A en 2008 et 2011 avec Nancy
- Vainqueur de la semaine des as 2010 avec l'ASVEL